# Cité Popincourt
La cité Popincourt est une voie du 11e arrondissement de Paris, en France.

## Situation et accès
La cité Popincourt est une voie publique située dans le 11e arrondissement de Paris. Elle débute au 14, rue de la Folie-Méricourt et se termine en impasse.

## Origine du nom

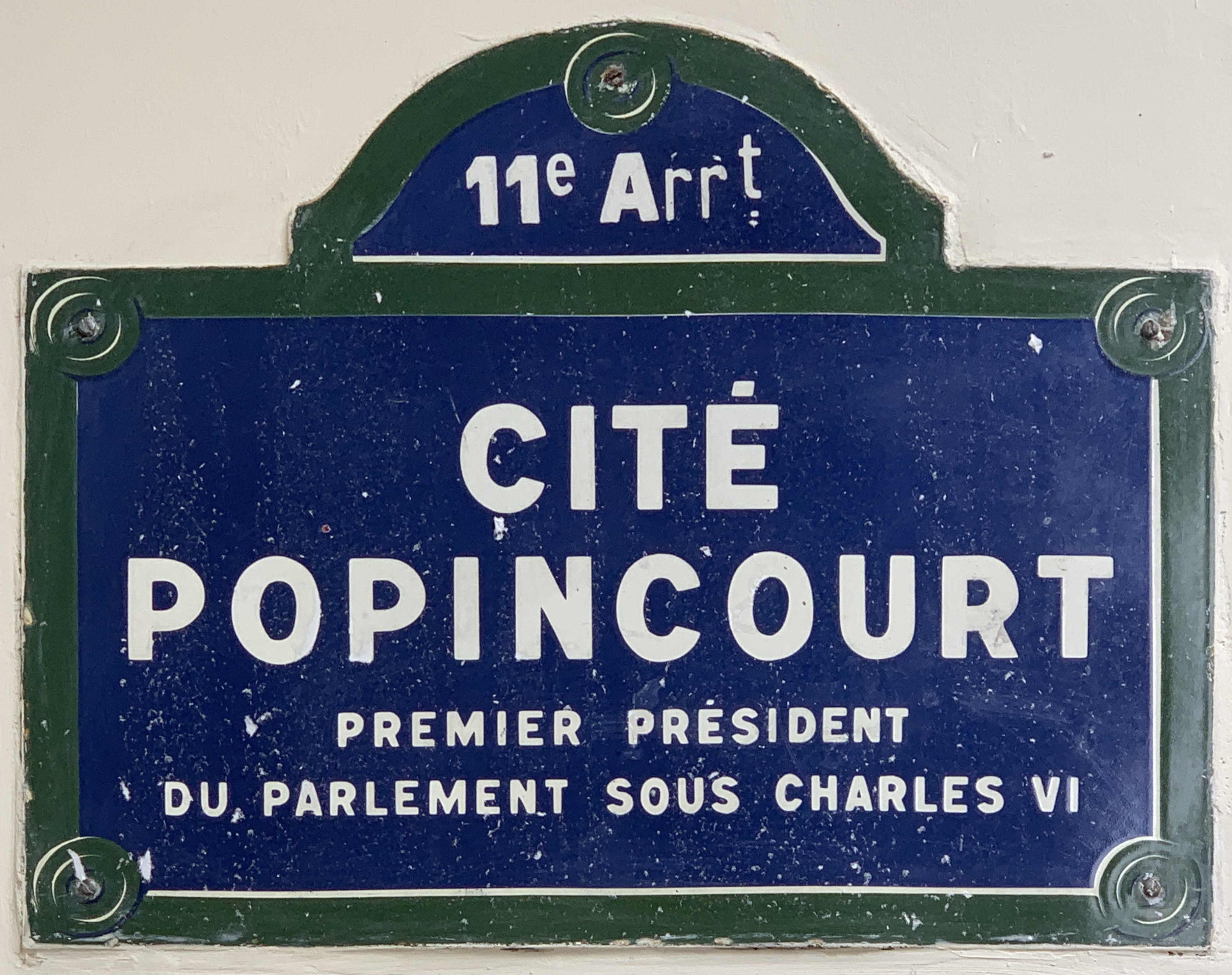
Plaque de la voie.

Elle porte le nom de Jean de Popincourt, président du Parlement de Paris, en raison de sa proximité avec la rue éponyme.

## Historique
Cette voie est classée dans la voirie parisienne par arrêté municipal du 21 février 1990.